# خطة بشأن التدابير ذات الأولوية للتكامل الأوروبي لأوكرانيا
خطة بشأن التدابير ذات الأولوية للتكامل الأوروبي لأوكرانيا كانت عبارة عن خطة عمل صادرة عن قرار مجلس الأمن القومي والدفاع لأوكرانيا في 12 مارس 2013 لتكامل أوكرانيا مع الاتحاد الأوروبي، الذي تم اعتماده بموجب مرسوم مجلس وزراء أوكرانيا (من حكومة أزاروف الثانية) في 13 فبراير 2013، ودخلت حيز التنفيذ بموجب مرسوم الرئيس فيكتور يانوكوفيتش (رقم 127/2013).
كانت الخطة تهدف إلى تسهيل عملية التحضير لتوقيع أوكرانيا لاتفاقية الشراكة مع الاتحاد الأوروبي، والتي تم التخطيط لها في 28 نوفمبر 2013. في 21 نوفمبر 2013 علقت الحكومة الأوكرانية الاستعدادات لتوقيع اتفاقية الشراكة واتفاقية التجارة الحرة العميقة والشاملة مع الاتحاد الأوروبي، مما أدى إلى بدء احتجاجات الميدان الأوروبي في نوفمبر 2013. صرح رئيس الوزراء الأوكراني ميكولا أزاروف أن القضية التي حالت دون توقيع اتفاقية الاتحاد الأوروبي كانت عبارة عن شروط مقترحة للحصول على قرض من صندوق النقد الدولي يتم التفاوض عليه في نفس الوقت، الأمر الذي يتطلب تخفيضات كبيرة في الميزانية وزيادة بنسبة 40٪ في فواتير الغاز. في 7 ديسمبر 2013 أوضح صندوق النقد الدولي أنه لم يكن يصر على زيادة مرحلة واحدة في تعريفات الغاز الطبيعي في أوكرانيا بنسبة 40٪، لكنه أوصى برفعها تدريجيًا إلى مستوى له ما يبرره اقتصاديًا مع تعويض أفقر شرائح السكان مقابل الخسائر الناجمة عن هذه الزيادة من خلال تعزيز المساعدة الاجتماعية المستهدفة. في اليوم نفسه صرح الممثل المقيم لصندوق النقد الدولي في أوكرانيا جيروم فاشير أن هذا القرض الخاص من صندوق النقد الدولي كان بقيمة 4 مليارات دولار أمريكي وأنه سيتم ربطه «بالسياسة التي من شأنها إزالة التفاوتات وتحفيز النمو».

## البناء
تتضمن الخطة إجراءات لتنفيذ الشروط التي حددها الاتحاد الأوروبي لتوقيع الاتفاقية:
- تحضير أوكرانيا للتنفيذ المستقبلي لاتفاقية الشراكة.
- التعاون بين أوكرانيا والاتحاد الأوروبي في مجالات العدالة والحرية والأمن.
- إصلاح النظام القضائي الأوكراني، ووكالات إنفاذ القانون، ونظام الانتخابات، ومكافحة الفساد.
- التعاون التجاري والاقتصادي والقطاعي.
- تحسين مناخ الأعمال في الدولة.

## ما بعد الخطة
في 21 نوفمبر 2013 صدر قرار ثان من حكومة أزاروف بتعليق الاستعدادات لتوقيع اتفاقية الشراكة بين أوكرانيا والاتحاد الأوروبي. وكمعارضة لهذا المرسوم، بدأت في 21 نوفمبر 2013 حركة الميدان الأوروبي الاحتجاجية والتي أدت في النهاية إلى ثورة 2014 الأوكرانية بالإطاحة كرئيس يانوكوفيتش وإقالة حكومة أزاروف الثانية ونفي يانوكوفيتش رئيس الوزراء في روسيا.